# Motorová jednotka M 298.0
Motorové jednotky řady M 298.0 (původně řada M 498.0) Československých státních drah byla inovovaná verze motorové jednotky řady M 295.0. Vyrobila ji společnost Ganz Budapešť v letech 1962–1964 v počtu deseti kusů. Byla dodávána ve čtyřvozovém provedení (krajní motorové vozy 2. třídy, vložený vůz 1. třídy, vložený vůz 2. třídy s jídelním oddílem). Jednotky byly nasazovány na mezinárodní expresy Vindobona (1964–1966) a Hungaria, kde byly v roce 1974 nahrazeny soupravami taženými elektrickou lokomotivou. Posléze dosluhovaly na vnitrostátních rychlících. Jejich provoz byl ukončen v období platnosti jízdního řádu 1980–1981 na trase Praha–Liberec.
Na obou koncích byla souprava osazena automatickými spřáhly Scharfenberg, která propojovala vzduchové i elektrické zařízení obou spřažených souprav.